# Jardín Botánico de la Universidad de Friburgo
El Jardín Botánico de la Universidad de Friburgo en alemán: Botanischer Garten der Universität Freiburg también denominado más formalmente como Albert-Ludwigs-Universität Freiburg, es un jardín botánico e invernaderos de unos 27 000 m² de extensión, en Friburgo de Brisgovia, Alemania.
Está administrado por la Universidad Albert-Ludwigs-Universität Freiburg. Su actual director es el profesor Dr. Thomas Speck.
El código de identificación internacional del Botanischer Garten der Universität Freiburg como miembro del “Botanic Gardens Conservation Internacional” (BGCI), así como las siglas de su herbario es FB.

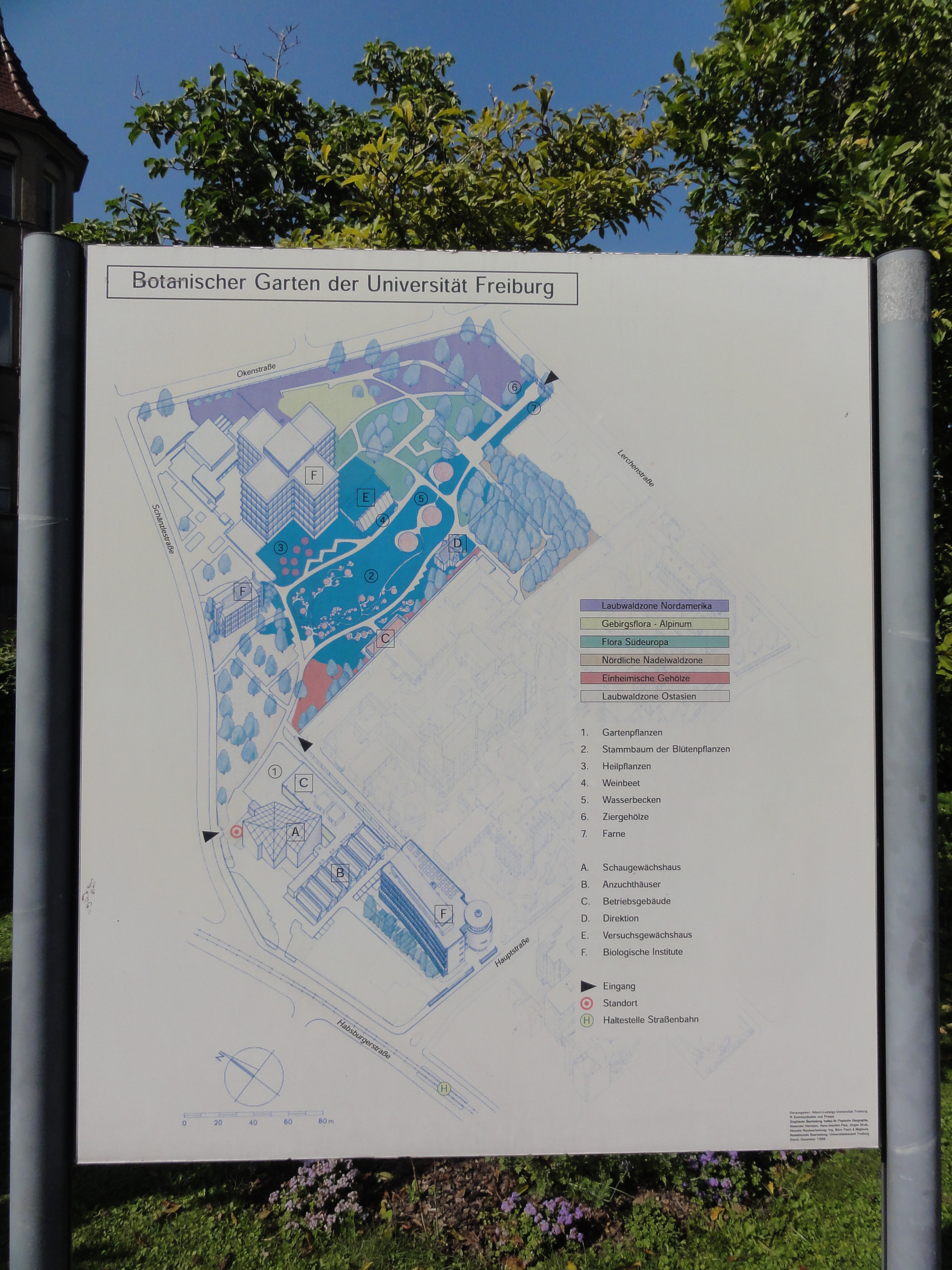
Plano del jardín botánico de Friburgo.

## Localización
Botanischer Garten der Universität Freiburg Schaenzlestrasse 1, D-79104 Freiburg im Breisgau-Friburgo de Brisgovia, Baden-Württemberg-Baden-Wurtemberg, Deutschland-Alemania.
Planos y vistas satelitales.48°0′35″N 7°51′30″E / 48.00972, 7.85833
El jardín botánico está abierto todo el año.

## Historia
El jardín del botánico de Friburgo, fue fundado en 1620, siendo uno del primeros en Alemania. Era el jardín de la facultad de medicina de la Universidad de Friburgo, pero fue destruido durante Guerra de los Treinta Años. Refundado pero afectada por la construcción de las fortificaciones de Vauban, cuando la ciudad fue anexionada a Francia en 1677.
El segundo jardín botánico fue establecido en el río Dreisam con unas 2.7 hectáreas de extensión, administrado otra vez por la facultad médica de la universidad. Afectado sin embargo por las inundaciones y las guerras francesas, tenía 3000 plantas antes de 1829, e invernaderos (1827/1828).
Entre sus directores Karl Julius Perleb, Fridolin Karl Leopold Spenner, Alexander Braun, Carl Wilhelm von Nägeli, Anton de Bary y Julius Sachs.
En 1878 el jardín en el Dreisam tuvo que ser abandonado, y uno nuevo se estableció en 1879. A partir de 1907 Friedrich Oltmanns fue el director del jardín, hasta la Primera Guerra Mundial. En 1912 se construyó el edificio de un nuevo instituto, en 1944, el jardín fue dañado por un ataque aéreo. A partir de 1960 a 1965 Hans Mohr fue el director.

## Colecciones
Las plantas que alberga se encuentran agrupadas;
- Coniferetum, con Pinidae (con representantes de la familia Araucariaceae con 2 géneros Araucaria, Agathis; familia Pinaceae con 12 géneros Abies, Picea, Tsuga, Pseudotsuga, Cedrus, Larix, Pinus; familia Taxodiaceae con 10 géneros Sequoiadendron, Sequoia, Metasequoia, Taxodium, Cryptomeria, Sciadopitys; familia Cupressaceae con 20 géneros Cupressus, Chamaecyparis, Calocedrus, Thuja, Juniperus; familia Podocarpaceae con 18 géneros entre otros Podocarpus, Phyllocladus; familia Cephalotaxaceae con Cepholotaxus.

- Alpinum
- Colección sistemática
- Plantas suculentas y xerófitas

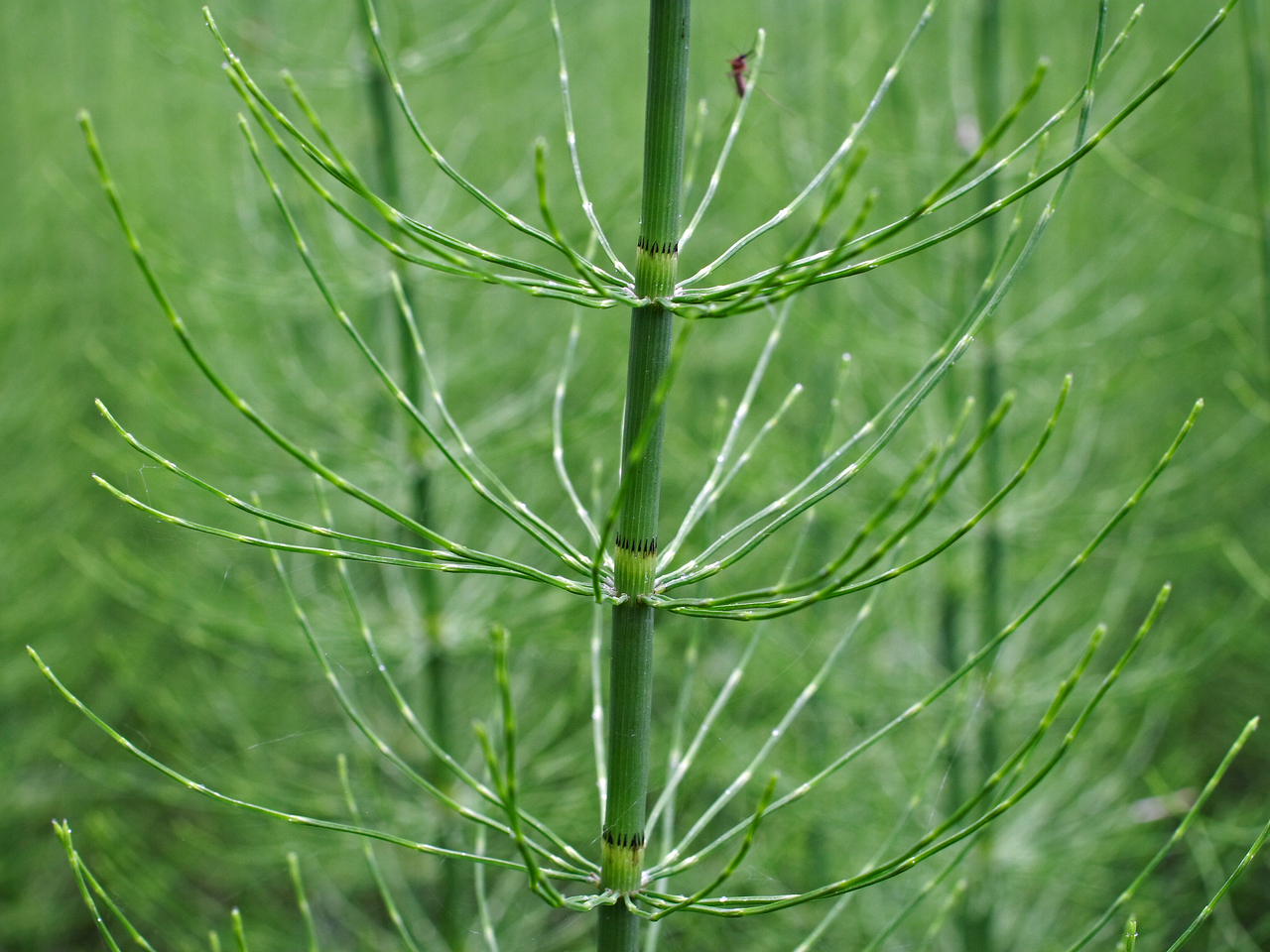
Tallos de Equisetum arvense. Una de las actividades del Jardín botánico de Friburgo es la investigación de la biomecánica de las plantas en el campo de las estructuras ligeras como en los Equisetum.

- Hierbas medicinales y de la cocina
- Vides
- Iris enanos
- Plantas ornamentales

## Actividades
Se llevan a cabo proyectos de investigación de las plantas en posibles aplicaciones en biónica, estando los grupos de Friburgo de biomecánica de la planta integrados en una asociación nacional e internacional de jardines botánicos.
El depósito de plantas accesible como posibles modelos biológicos para cualquier investigación en biónica es excelente. Los estudios comparativos con diversos representantes de géneros o familias biónicamente interesantes se pueden efectuar fácilmente. La investigación básica necesaria de modelos biológicos se puede realizar pues con la mente enfocada la meta de futuras aplicaciones en biónica.
La capacidad de base del grupo Friburgo de biomecánica de la planta se basa en el campo de las estructuras ligeras, de los nuevos materiales (gradientes, compuestos con las fibras naturales) y de los materiales elegantes (autorreparador y adaptable a uno mismo).
Las colas de caballo (Equisetum) se pueden utilizar como modelos biológicos para los usos técnicos. De los tres dominios, están desarrollando actualmente (2008), los proyectos para la introducción en el mercado, en colaboración estrecha con socios industriales de la universidad e institutos de investigación (e.g. ITV en Denkendorf, Centro de Investigación en Karlsruhe, Instituto Max Planck en Golm).

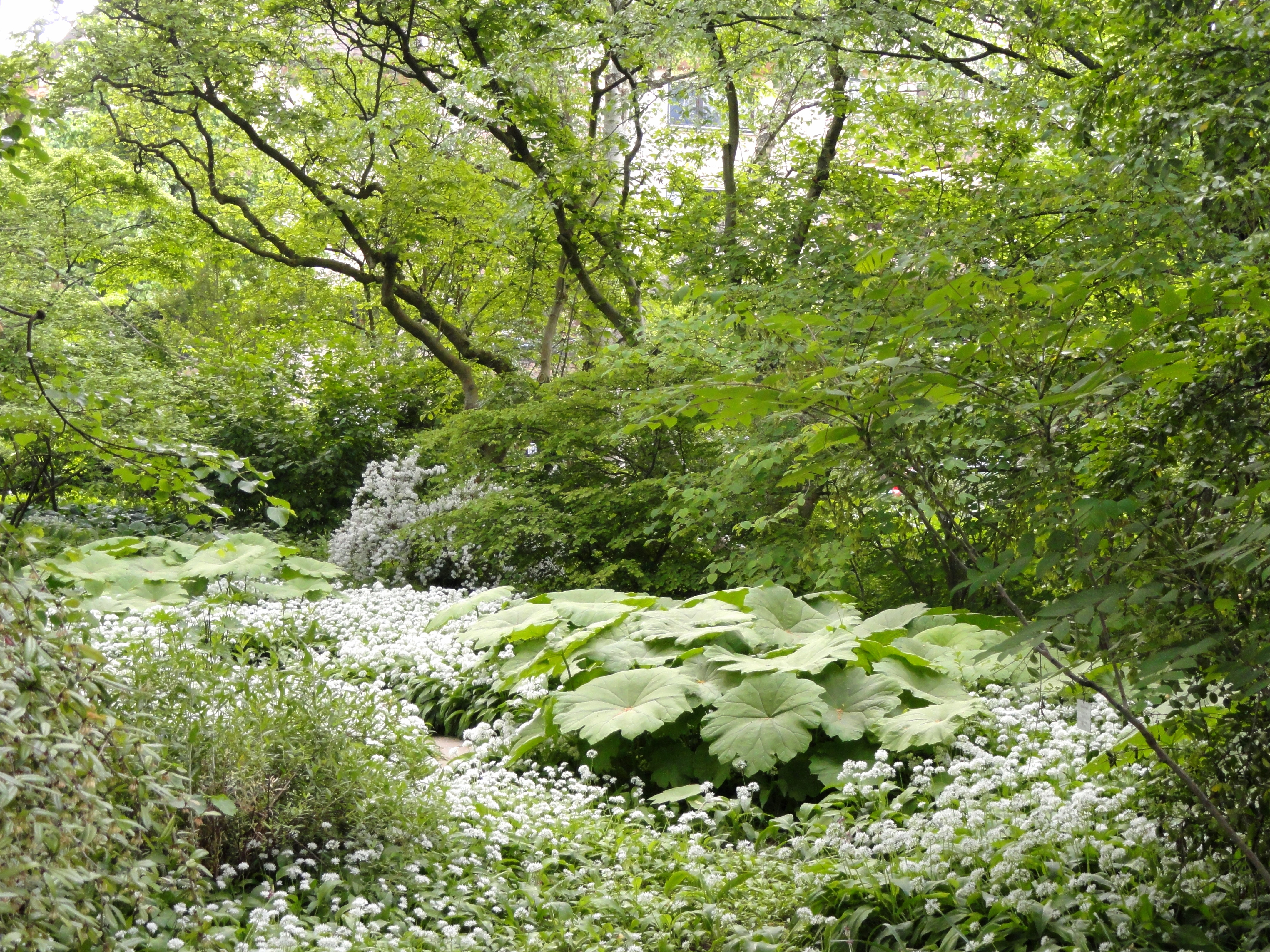
Un rincón del jardín botánico de Friburgo.
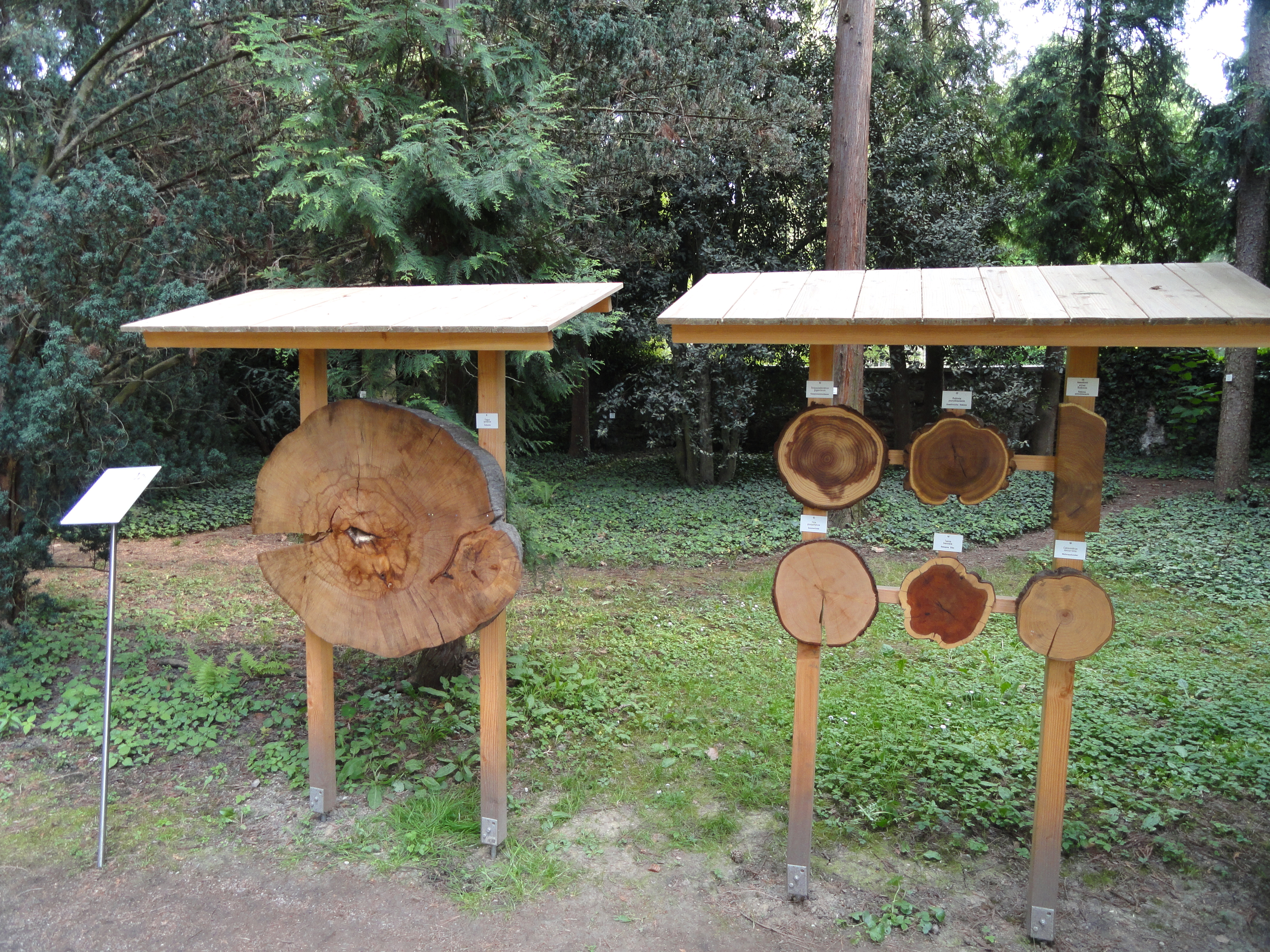
Unas cajas de insectos en el jardín botánico.
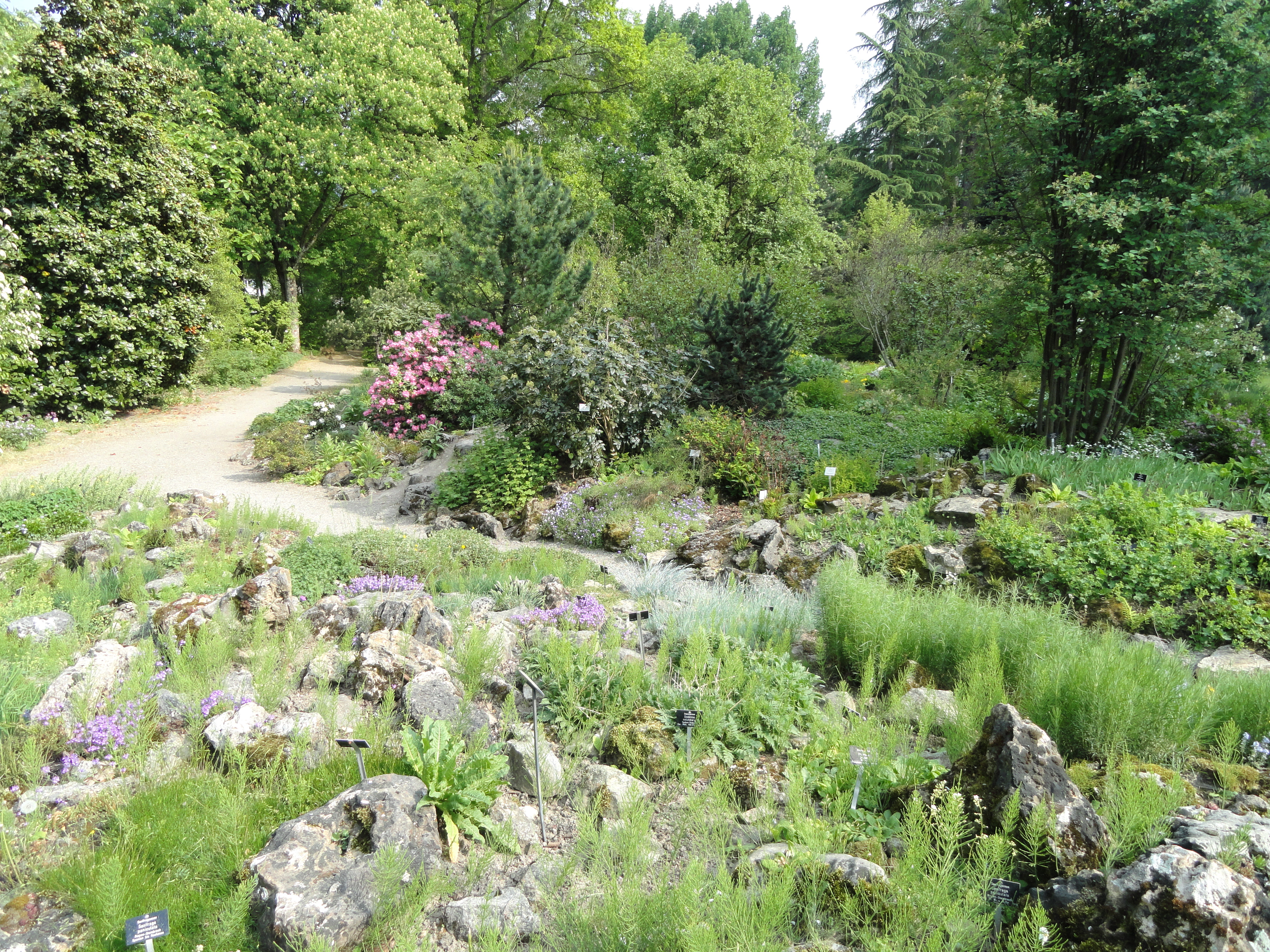
Alpinum del jardín botánico de Friburgo.
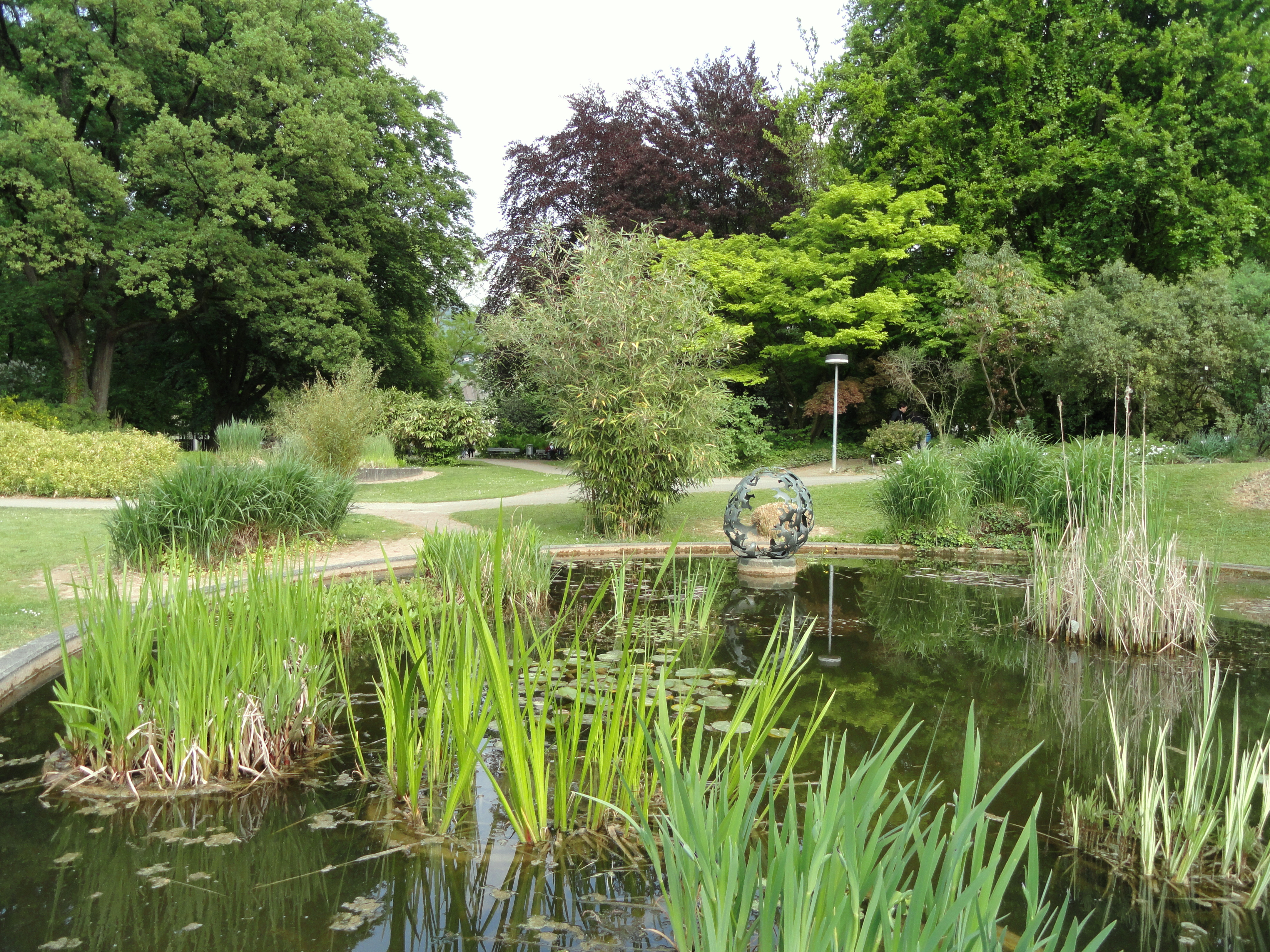
Charca del jardín botánico de Friburgo con plantas de humedal.